# Romeo och Julia i byn

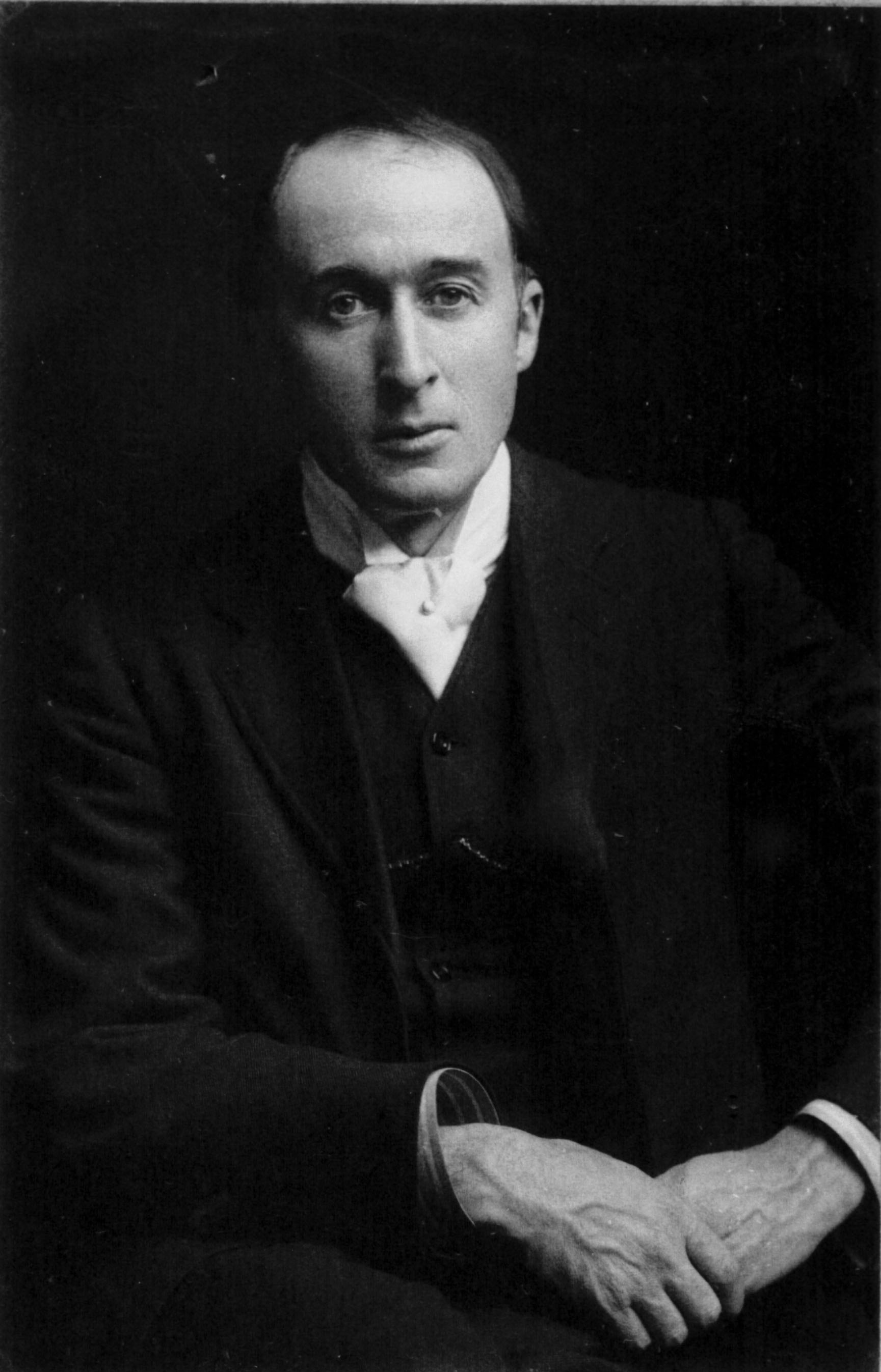
Frederick Delius.

Romeo och Julia i byn (engelska: A Village Romeo and Juliet) är en opera i sex tablåer med musik av den engelske tonsättaren Frederick Delius. Librettot av tonsättaren och hans hustru Jelka bygger på novellen Romeo och Julia i byn av den schweiziske författaren Gottfried Keller.

## Historia
Efter det att Delius hade fullbordat operan Koanga skickade han Kellers novell till sin hustru och bad henne att avgöra om den gick att använda som underlag för en opera. Hon var entusiastisk och han började utarbeta ett libretto. Först kallade han operan The Garden of Paradise men beslöt senare att behålla Kellers titel i engelsk översättning. 
Operan hade urpremiär på Komische Oper i Berlin den 21 februari 1907 med titeln Romeo und Julia auf dem Dorfe. Thomas Beecham dirigerade verket på Royal Opera House, Covent Garden i London den 22 februari 1910. USA-premiären ägde rum först den 26 april 1972 i Washington, D.C.
Operan ges sällan, men känt är orkesterpartiet mellan scen 5 och 6 The Walk to the Paradise Garden som ofta ges på konserter och spelas in. Det skrevs 1906 sedan resten av operan var färdig.

## Roller
- Mainz, en rik bonde (baryton)
- Marti, en rik bonde (baryton)
- Sali, Mainz' son (som barn sopran, senare tenor)
- Vreli, Martis dotter (sopran)
- Den mörke spelmannen (baryton)
- Två bönder (baryton)
- Två kvinnor (sopraner)
- "Bidrottningen" (sopran)
- Damen vid lyckohjulet (sopran)
- Smyckeförsäljerskan (alt)
- Mannen i skjutbaneståndet (bas)
- Den slanka flickan (sopran)
- Den vilda flickan (alt)
- Den puckelryggige musikern (bas)

## Handling
Operan utspelar sig i Seldwyla, Schweiz i mitten av 1800-talet.
Första tablån. Manz och Marti plöjer. Mellan deras ägor ligger en allmänning som båda från var sitt håll allt mer hugger in på. Manz son Sali och Martis dotter Vreli kommer ut till dem med mat och springer så in i skogen för att leka. De hör sång och musik och får syn på en spelman. Marti förstår att det är den tidigare spelmannens barnbarn, arvinge till den mark som han och Manz efterhand annekterat. Spelmannen är emellertid av tvivelaktig härkomst och kan inte resa några juridiska krav. De båda bönderna är emellertid oroade och beskyller varandra för att ha stulit spelmannens jord. De blir ovänner och förbjuder sina barn att hädanefter träffas.
Andra tablån. Sex år senare har de båda barnen vuxit upp, men föräldrarnas stridigheter har varit förödande för dem. Sali kommer ut till Martis förfallna gård för att återse Vreli. De minns sin lyckliga barndom och kommer överens om att hålla ihop, trots tvisterna som skilt deras föräldrar åt och ödelagt deras framtid. De avtalar ett möte samma kväll.
Tredje tablån. Sali och Vreli möts på den omstridda allmänningen och gläder sig åt att åter vara tillsammans. Den mörke spelmannen dyker upp och påminner dem om att det är hans mark de har lekt på. Då även de är tiggare känner han sig jämlik med dem och vill att de skall följa med honom på hans vandring. Vreli minns att det var deras första möte med den mörke spelmannen som startade stridigheterna mellan deras familjer. Marti har upptäckt att de båda ungdomarna träffats och försöker dra Vreli med sig, men Sali slår ner honom.
Fjärde tablån. På Martis gård, som är ödelagd och utplundrad, sitter Vreli ensam vid eldstaden. Hennes far har mist förståndet sedan Sali slog ner honom, och nu skall gården säljas. Sali kommer och besöker Vreli. Deras gemensamma olycka har fört dem närmare varandra, och de beslutar sig för att leva sitt liv tillsammans. Framför eldstaden faller de i sömn och drömmer att de gifter sig i den gamla kyrkan i Seldwyla, där klockorna ringer och orgeln spelar. När de vaknar inser de att lyckan bara var en dröm. Vreli föreslår att de skall tillbringa dagen tillsammans och försöker glömma sorgen. De hör joddling utanför och bestämmer sig för att bege sig till marknaden i Berghald.
Femte tablån. På marknaden finns det stånd och allehanda muntrationer. En orkester spelar, dansörer uppträder, och Sali och Vreli går glada omkring ända tills de blir igenkända av en gammal gumma från Seldwyla. De ser sig om och upptäcker att alla stirrar på dem. De går till värdshuset "The Paradise Garden", där de hoppas kunna uppehålla sig utan att bli igenkända. Här följer det berömda mellanspelet "The Walk to the Paradise Garden".
Sjätte tablån. "The Paradise Garden" är inrett i en förfallen bondgård. Spelmän och luffare sitter vid ett bord i sällskap med några kvinnor. Den mörke spelmannen står och betraktar solnedgången över bergen. Han går över till bordet och berättar om striden mellan Manz och Marti. När Sali och Vreli kommer in, uppmanar han dem att följa med luffarna och de tror att de kanske kan leva lyckligt på det sättet. En av kvinnorna avråder dem emellertid, de är för respektabla för sådant och skall hellre se till att gifta sig. De ger henne rätt. En pråmdragare sjunger på floden, och de får nu för sig att deras enda möjlighet är att driva nedför floden och aldrig återvända. Den mörke spelmannen spelar kusligt och vilt på sin fela medan de båda ungdomarna får ombord på en höpråm, drar ur bottenproppen och sakta driver iväg medan de möter döden tätt omslingrade.